# Altdorf
Altdorf és un municipi i cap del cantó d'Uri. Està situat a la riba del Llac dels Quatre Cantons i és conegut per ser el lloc d'origen de Guillem Tell.

## Història i monuments

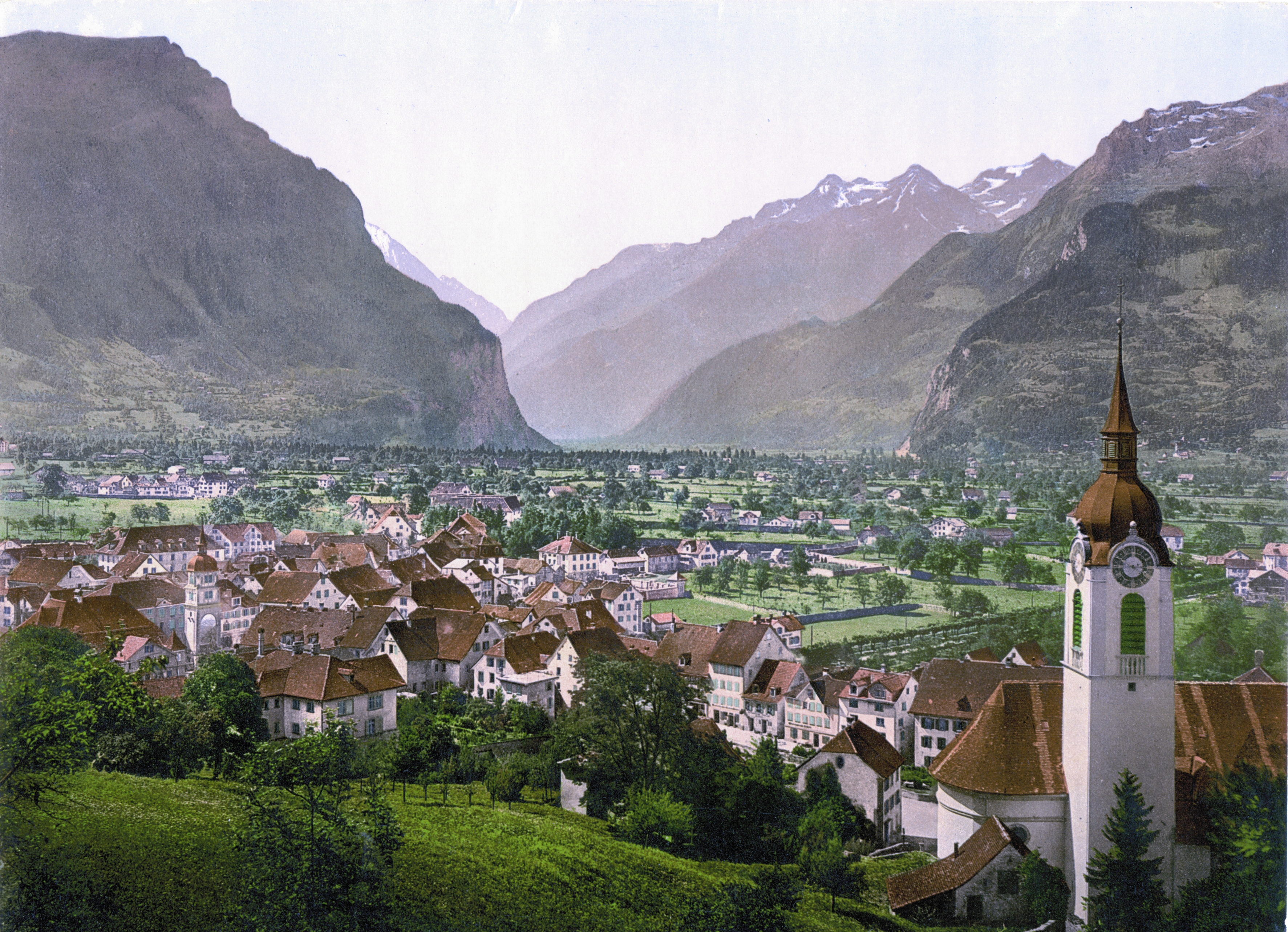
Altdorf al 1900

Dins el terme municipal d'Altdorf s'han trobat restes que demostren que va ser un lloc habitat des de l'edat del bronze, algunes daten de final del període de la La Tène (500-200 aC). Al segle vii van ser un lloc ocupat per alamans. El primer esment d'aquest indret amb el nom d'Alttorf data de l'any 1223; la paraula sembla que és una combinació de les paraules alt(que vol dir "vell" o "antic") i dorf (que vol dir "poble") i podria indicar que en el moment de la immigració dels alamans aquí ja existia un assentament tancat.
Durant l'època barroca, algunes famílies nobles i alts càrrecs de l'exèrcit van triar Altdorf com a lloc de residència i van fer construir impressionants mansions que van donar a la ciutat el seu aspecte característic. Una de les millor conservades és la casa En Eselmätteli (1684-1666) amb un interior guarnit a l'estil de finals del rococó.
Segons el relat de Friedrich von Schiller, Altdorf va ser l'escenari on va tenir lloc la història de la poma de Guillem Tell. Per no saludar traient-se el barret davant del governador austríac Hermann Gessel, aquest el va obligar a disparar una fletxa fent punteria sobre una poma col·locada damunt del cap del seu fill. Probablement hauria passat a la plaça del mercat al costat de l'antiga torre (Türmli) i per a commemorar-ho el 1895 s'hi va erigir una estàtua de bronze coneguda amb el nom Telldenkmal, obra de l'artista de Zürich Richard Kissling. Al costat s'hi va construir un teatre, que van anomenar "Tellspielhaus" en honor del drama escrit per Schiller.
El 1899 es va construir el carretera "Klausenpassstrasse", que travessa el riu Schächental al seu pas per Altdorf i comunica la ciutat amb el port de muntanya Klausenpass fins a Linthal al Cantó de Glarus.
A uns 2 km d'Altdorf, a la vora de la carretera "Klausenpassstrasse" es troba la vil·la de Bürglen, on diu la llegenda que va néixer Tell.
Al marge esquerre del riu Reuss, estan les ruïnes del castell d'Attinghausen, un dels fundadors de la Confederació Suïssa, que actualment és el Museu Cantonal d'Antiguitats.
Més amunt del castell està el monestir de Caputxins més antic de Suïssa, el primer convent dels caputxins que va ser construït al nord dels Alps l'any 1581. El 2009 l'últim dels monjos va abandonar el convent i avui dia es reutilitza com a local per esdeveniments culturals .,
Altdorf ha patit tres incendis al llarg de la seva història: el 1400, el 1693 i el 5 d'abril del 1799, el pitjor de tots durant la invasió francesa.
De la història recent cal destacar dos esdeveniments:

- Altdorf el 2007 va rebre el Premi Wakker pel Patrimoni Suís (SHS).[8][9]
- El 23 de setembre de 2008 el municipi d'Altdorf va ser guardonat amb el títol "Ciutat de l'Energia".[10][11]

## Escut

Escut d'Aldorf (Suïssa)

Escut d'Altdorf d'Alemanya, amb qui té una relació d'agermanament.

L'escut d'Altdorf és similar al de la ciutat d'Altdorf bei Nürnberg (Alemanya), amb qui té una relació d'agermanament.
En l'escut d'armes d'Altdorf (Alemanya) apareix el lleó del Palatinat sostenint les armes de la ciutat de Nuremberg (versió de 1836)en un cartell.
Aquest escut està dividit en dues parts: A la dreta les barres obliqües vermelles i blanques presents als estendards dels francs i a l'altra meitat, sobre fons daurat, està l'àguila imperial negra provinent dels governants de l'antic Sacre Imperi Romanogermànic.

## Geografia

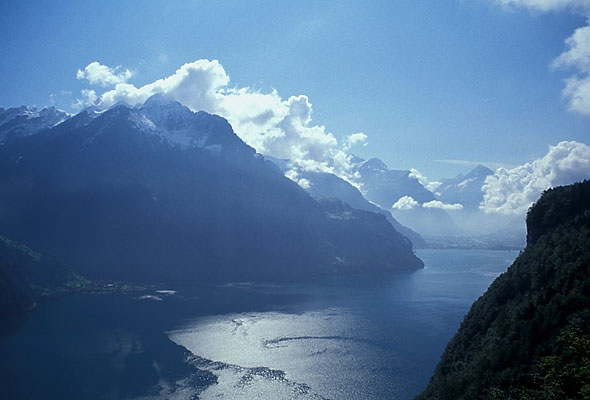
Urnersee

El poble d'Altdorf es troba a 458metres sobre el nivell del mar i està travessat pel riu Reuss que baixa procedent del llac Urnersee, que forma part del Lucerna.
El 23% del territori municipal està construït (unes 235 hectàrees), d'aquestes, 116 ha són zona d'habitatges, 27 ha són zona industrial i 69 ha estan destinades a zona de trànsit.
Lleugerament més gran és el percentatge de territori natural 35,9% (unes 367 hectàrees), amb un paisatge de contrast entre les altes zones alpines i els prats i les terres de cultiu, que ocupen unes 360 ha. A més, hi ha 402 hectàrees de boscos, és a dir el 39,3%. Una petita àrea improductiva completa el tant per cent de territori restant, 19 ha o 1,9%.
Al límit occidental del municipi està el riu Reuss. Poc abans de la seva confluència amb el llac d'Uri (Urnersee) envolta el terme municipal d'Altdorf cap al nord-est, tanca en un semicercle els assentaments dispersos d'Eggbergen i va cap a Hochegg. Des d'allà es dirigeix en direcció sud fins just abans del riu Schachen.
Altdorf està vorejat pels següents municipis: a l'oest per Attinghausen i Seedorf, al nord Flüelen, a l'est i al sud per Schattdorf - Bourguillon.

## Demografia
| ANY      | 1837 | 1850 | 1880 | 1888 | 1920 | 1930 | 1950 | 1970 | 1980 | 1990 | 2000 | 2005 | 2010 |
| POBLACIÓ | 1903 | 2112 | 2906 | 2542 | 4163 | 4240 | 6576 | 8647 | 8230 | 8282 | 8541 | 8615 | 8867 |

A mitjans de segle xviii la població d'Altdorf arribava als 3.000 habitants. Quan la invasió francesa (establiment de la República Helvètica, 1798), el poble va patir a causa de la ferotge lluita contra les tropes estrangeres un descens massiu de la població. Una part de la població van deixar Altdorf i es va establir en les comunitats veïnes més avall. A la primera meitat del segle xix, el creixement de la població es va estancar. Després (1850-1880) va haver un augment considerable (37,6%). A la dècada de 1880 es va reduir de forma massiva a causa de la crisi econòmica i el consegüent col·lapse generalitzat de les artesanies nacionals (12,5%). Entre 1888 i 1920 va haver un gran brot de creixement (1888-1920: 63,8%). Això va ser degut a la connexió del municipi amb la xarxa ferroviària (línia de Gotthard) i a l'establiment d'indústries. Després d'un període d'estancament en la dècada de 1920, hi va haver entre 1930-1970 un nou període de creixement (1930-1970: 103,9%). Per tant, la població es va duplicar. Moltes persones de la part alta del cantó i de l'estranger es van establir en aquest moment. Durant la crisi del petroli de la dècada de 1970, un nombre de residents estrangers va abandonar el lloc altre cop (1970-1980: -4,8%). Però des de 1990 s'ha observat un petit brot de creixement, de manera que la població està avui una altra vegada a prop del rècord de 1970.

### Població per edat
El municipi té una alta proporció d'habitants de mitjana edat (30 a 59 anys; 41,48%). La proporció de persones de menys de vint anys és del 22,71%, lleugerament inferior a la proporció de persones en l'edat sènior (60 anys i més; 23,25%). El que és sorprenent és el petit nombre de residents en edat escolar i l'alta proporció de persones grans d'entre 60-79 anys.
Al darrer cens, efectuat el 2000, l'estructura de la població per edats era la següent:
| EDAT        | 0–6 anys | 7–15 anys | 16–19 anys | 20–29 anys | 30–44 anys | 45–59 anys | 60–79 any | 80 anys o més |
| NOMBRE      | 646      | 896       | 398        | 1072       | 1935       | 1608       | 1497      | 489           |
| PERCENTATGE | 7,56%    | 10,49%    | 4,66%      | 12,55%     | 22,66%     | 18,83%     | 17,53%    | 5,73%         |

### Classificació per procedència
A finals de 2005 d'un total de 8.615 residents, només 7.424 (86,18%)eren de nacionalitat suïssa. Els immigrants procedien principalment d'Itàlia, Turquia, Sèrbia i Montenegro, Croàcia, Alemanya i Sri Lanka. Les dades havien canviat lleugerament en els darrers anys doncs al cens del 2000 hi havia un total de 7.145 persones de les quals el 83,66% eren ciutadans suïssos i 274 persones (incloses en el 83,66%) posseïen la doble nacionalitat.

## Idioma
Gairebé tota la població parla com a llengua col·loquial diari un dialecte alemany (el dialecte Uri). En l'últim estudi censal, efectuat el 2000, va donar un 88,27% de parla alemanya, un 4,20% de parla serbocroata i un 2,48% que fan servir l'italià com a llengua principal.

## Religió
Segons el cens del 2000, 6.701 persones es van declarar catòlics, això els situa en el 78,46%; un 719% pertanyen a l'església evangèlica; un 3,56% són ortodoxos; també hi ha un 4,50% de musulmans i un 2,96% es declaren no religiosos. 221 persones (2,59%) no van respondre al seu credo en l'enquesta.

## Economia
El 2005 hi havia 49 empreses agrícoles i forestals que ofereixen 137 llocs de treball. El sector industrial està format per 77 empreses, que donen feina a 1.748 persones. El sector de serveis té 403 empreses que ocupa a 3.585 persones (treballadors a temps complet). El cens del 2000 va revelar 52 empreses agrícoles i forestals amb 187 empleats. El cens de l'any 2001 va arribar a 84 empreses industrials i comercials amb 1886 treballadors i 394 empreses del sector de serveis amb 3.230 empleats.
D'entre les 4.256 persones que formaven la població activa d'Altdorf (cens del 2000), almenys 2.618 (61,51%) treballaven dins el perímetre de la seva comunitat. En general, el municipi oferia 6.392 llocs de treball, dels quals només 2.618 (40,96%) eren ocupats per ciutadans locals.
Unes 1.638 persones es traslladen per a fer la seva feina, principalment en altres municipis del cantó d'Uri. Unes 409 persones van a treballar a Schattdorf, 161 a Bürglen UR, 134 a Erstfeld, 98 a Flüelen, 36 a Seedorf UR, 27 a Attinghausen i Gurtnellen i 21 a Silènes. També hi ha un gran nombre de persones que es traslladen a altres cantons. Els llocs de destinació més importants són: la ciutat de Lucerna (117 persones), la comunitat de Schwyz (91), que agafen el tren de la ciutat (62), a Nidwalden Stans (34), Zurich (34), Ingenbohl (26), Emmen (24) i Kriens (ambdós Cantó de Lucerna, 19).

## Imatges

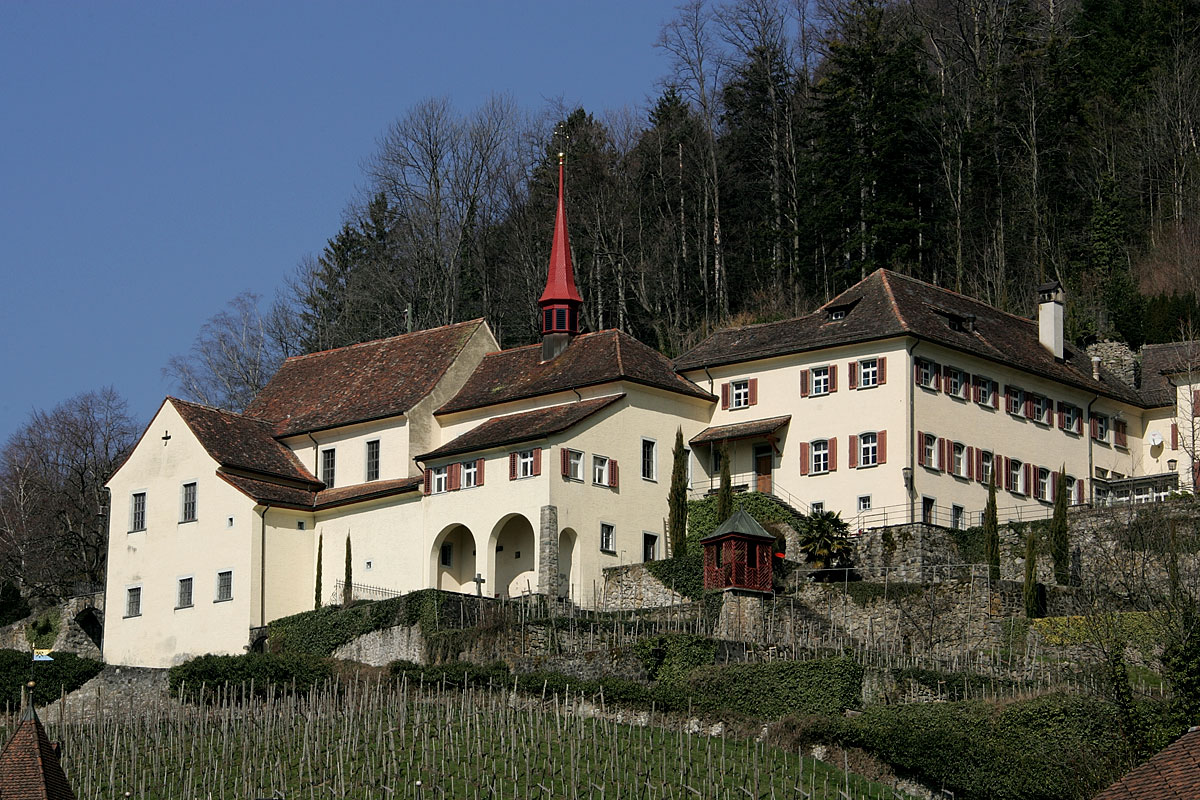
Monestir dels caputxins Allerheiligen (Tots els sants)
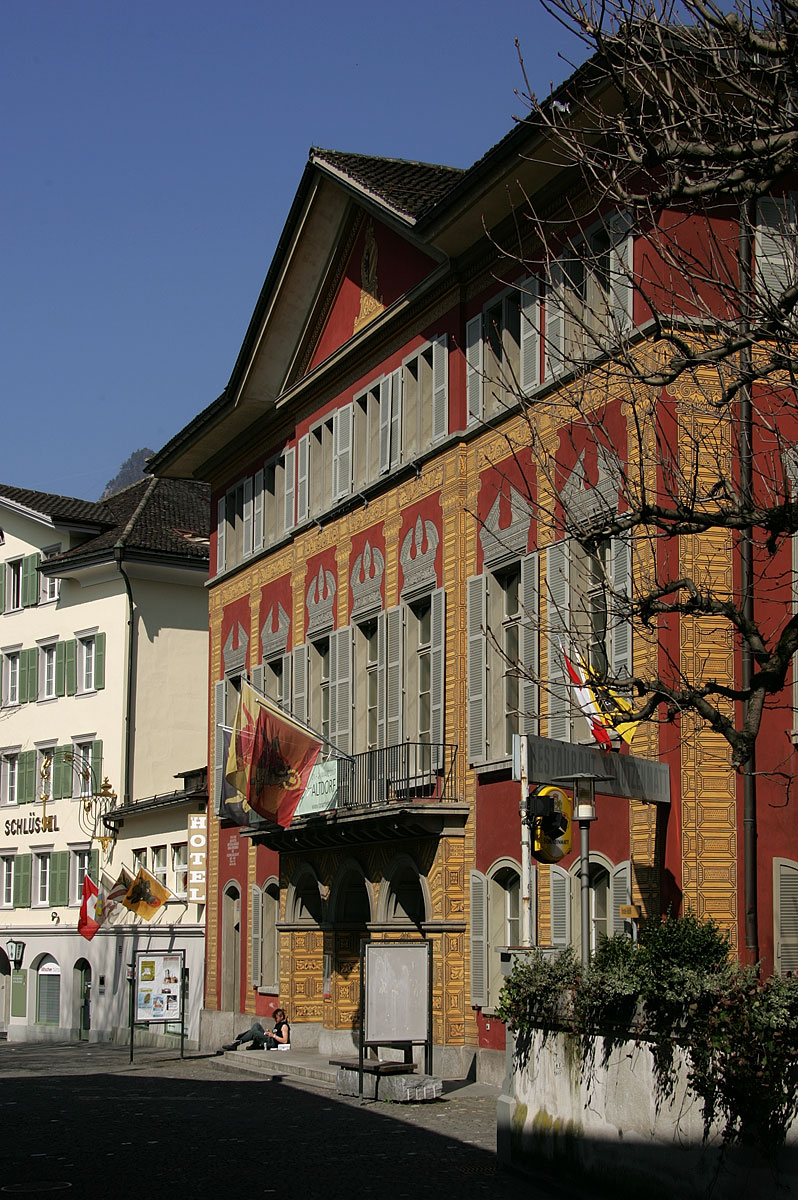
Teatre "Tellspielhaus"
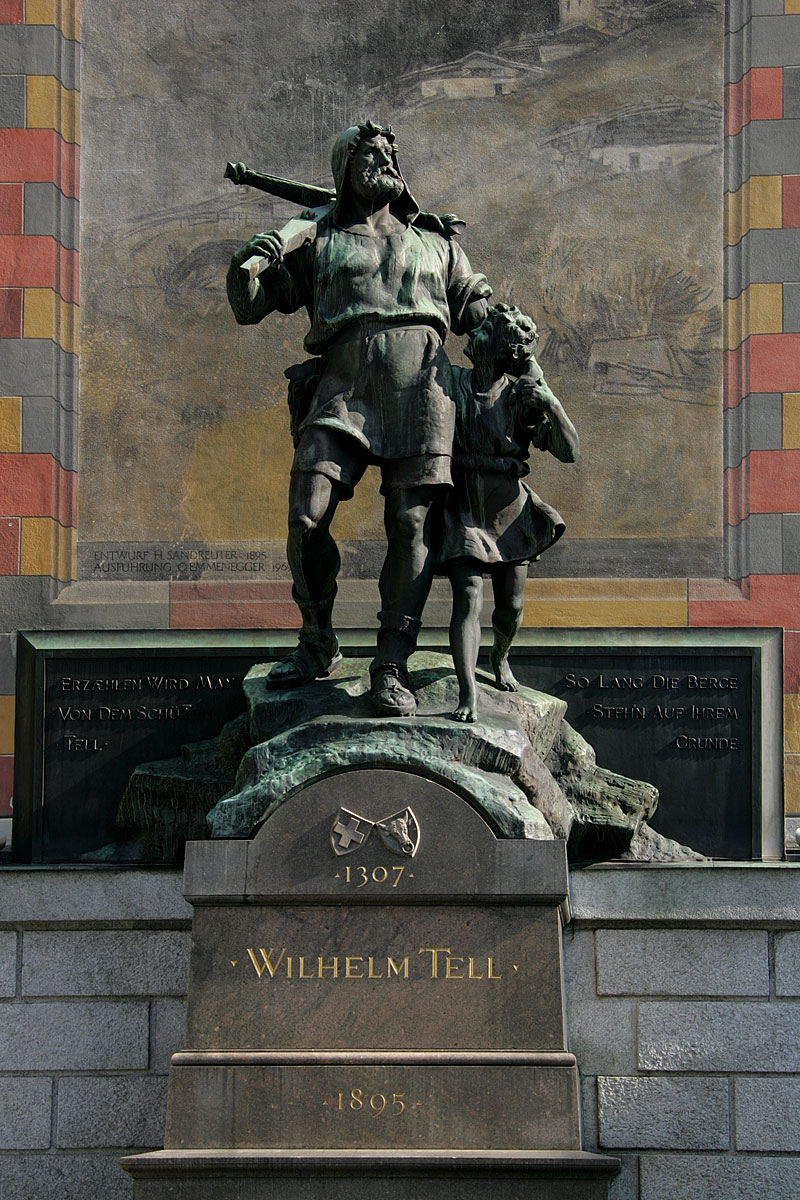
Monument "Telldenkmal" representant a Tell i al seu fill
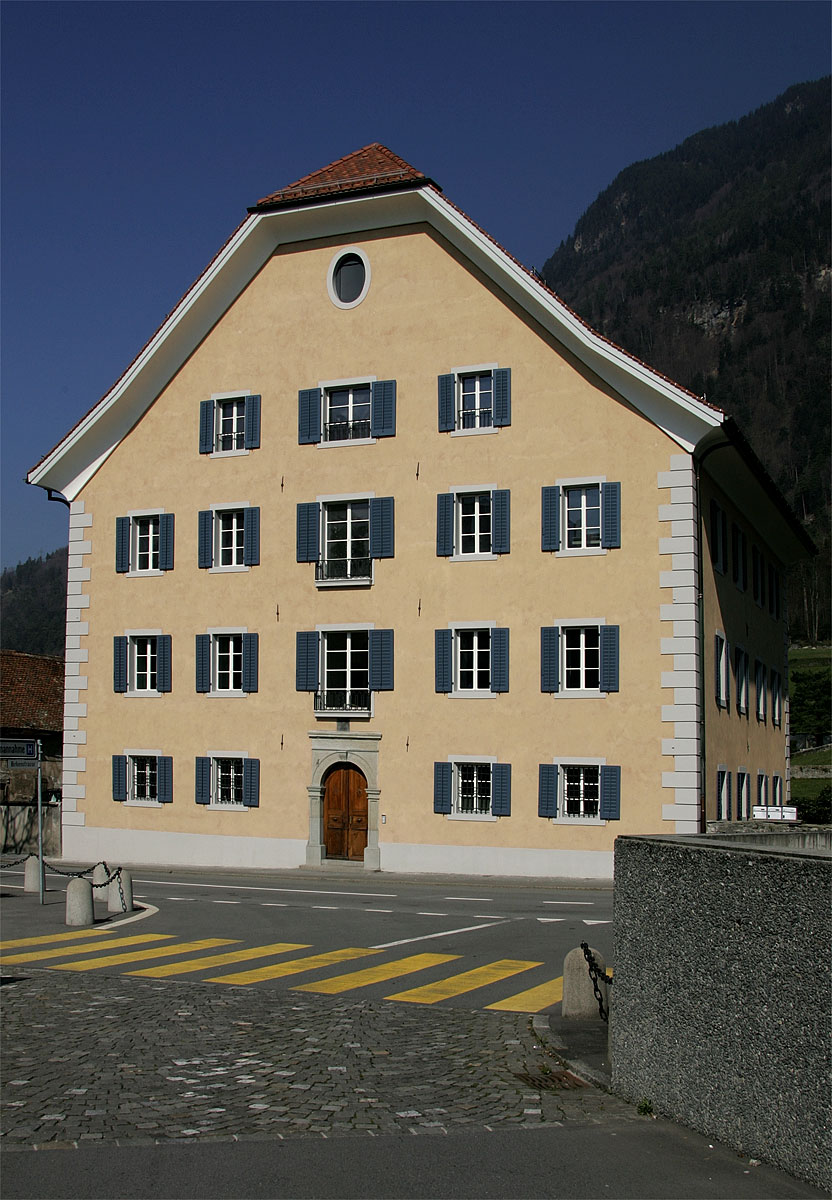
Una de les cases senyorials del carrer Herrengasse
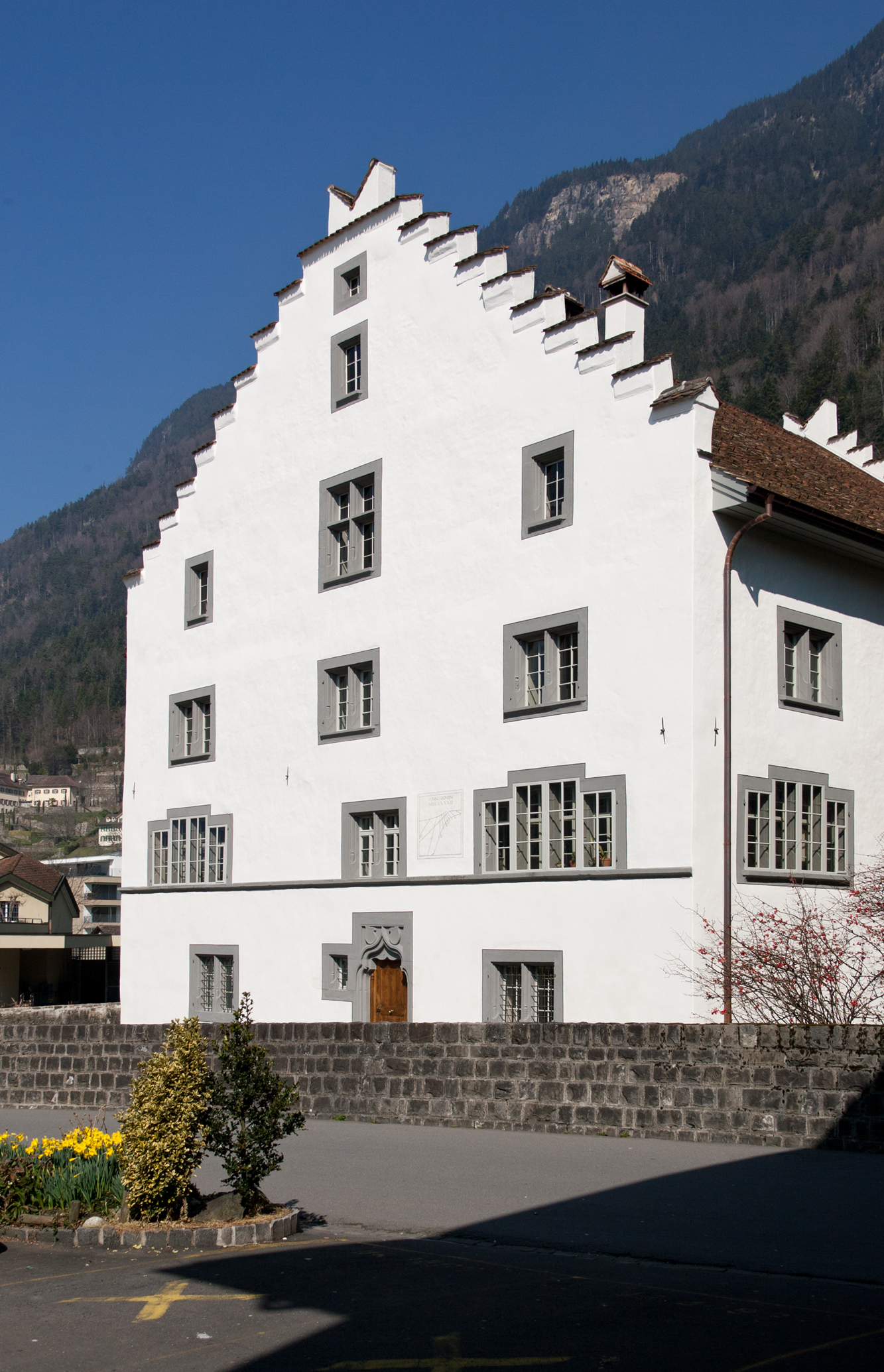
Casa propietat de la fundació Jauch Urner,al carrer Hellgasse 9, actual residència d'Alexander Wassiljewitsch Suworow
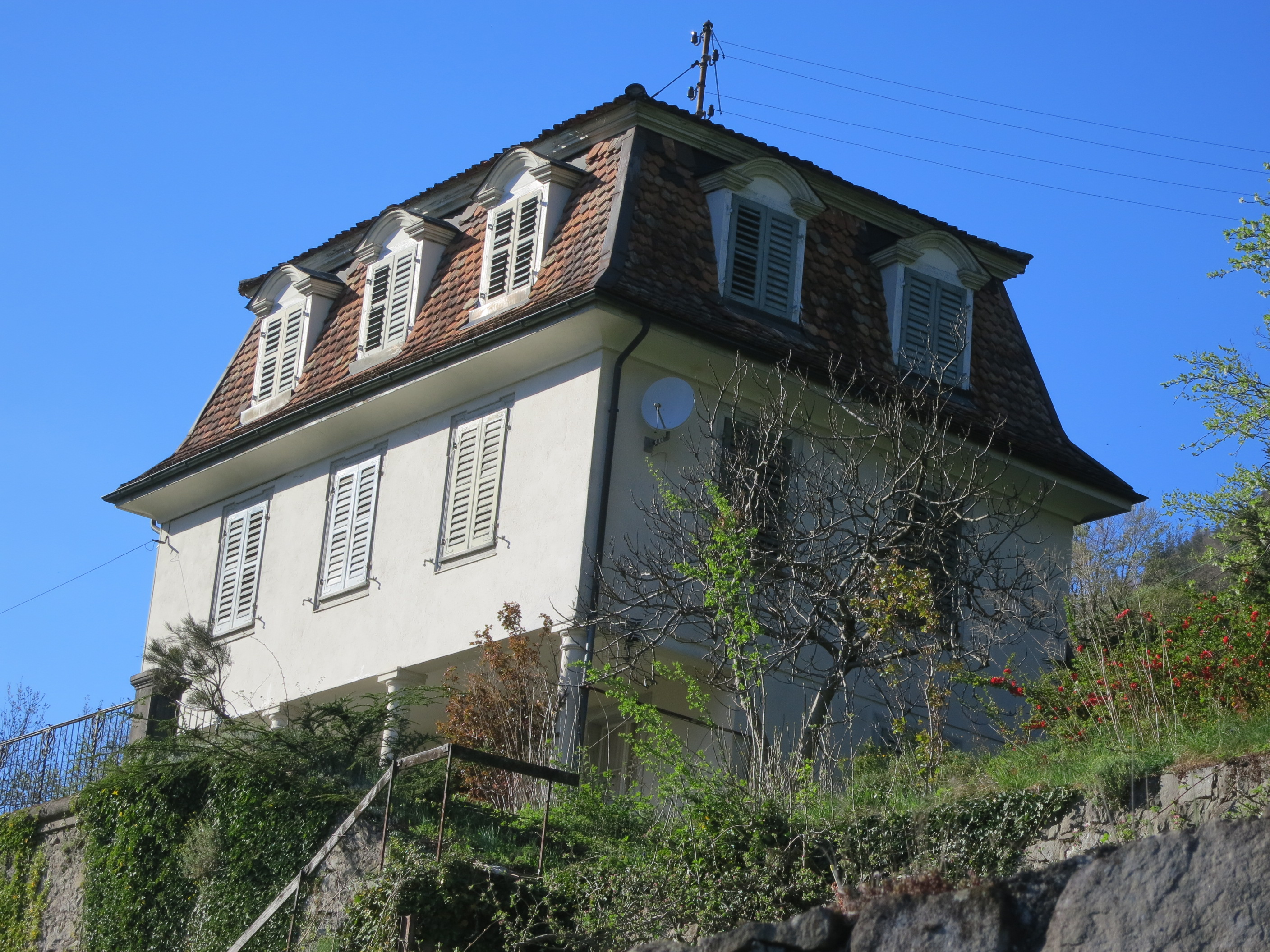
Casa Waldegg
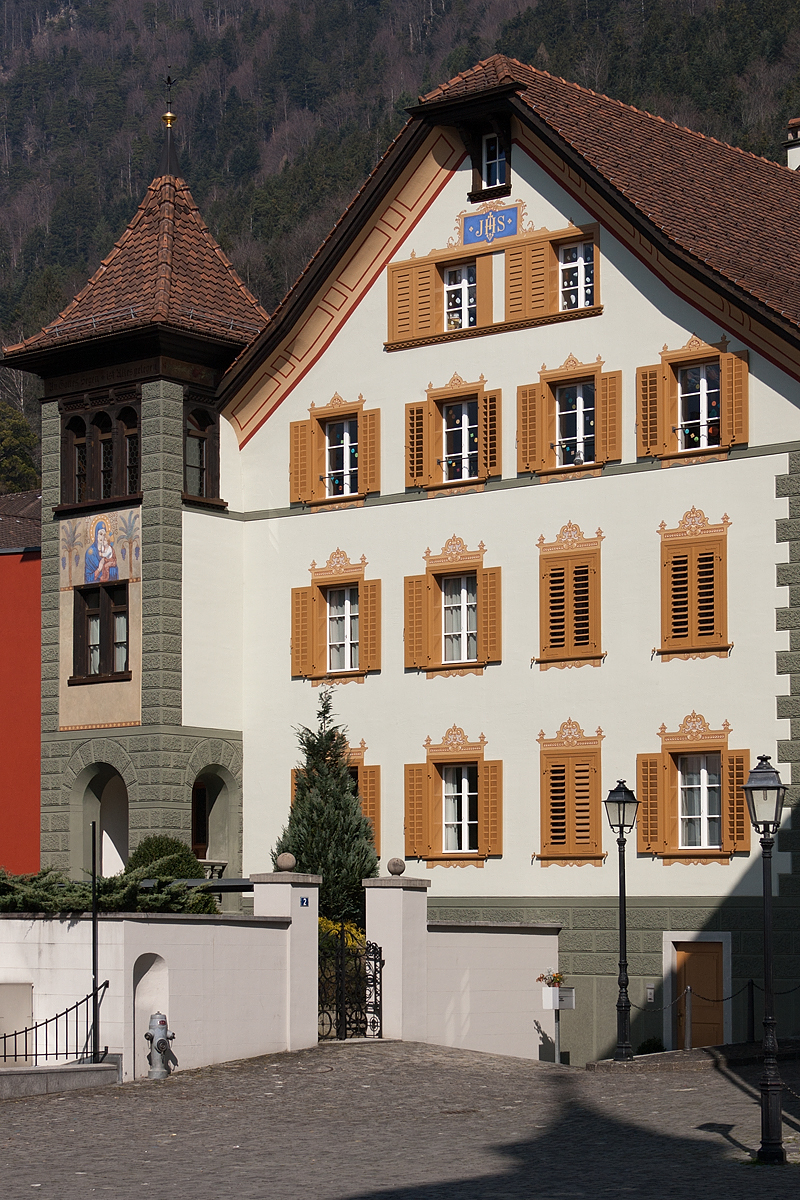
Casa Zieri
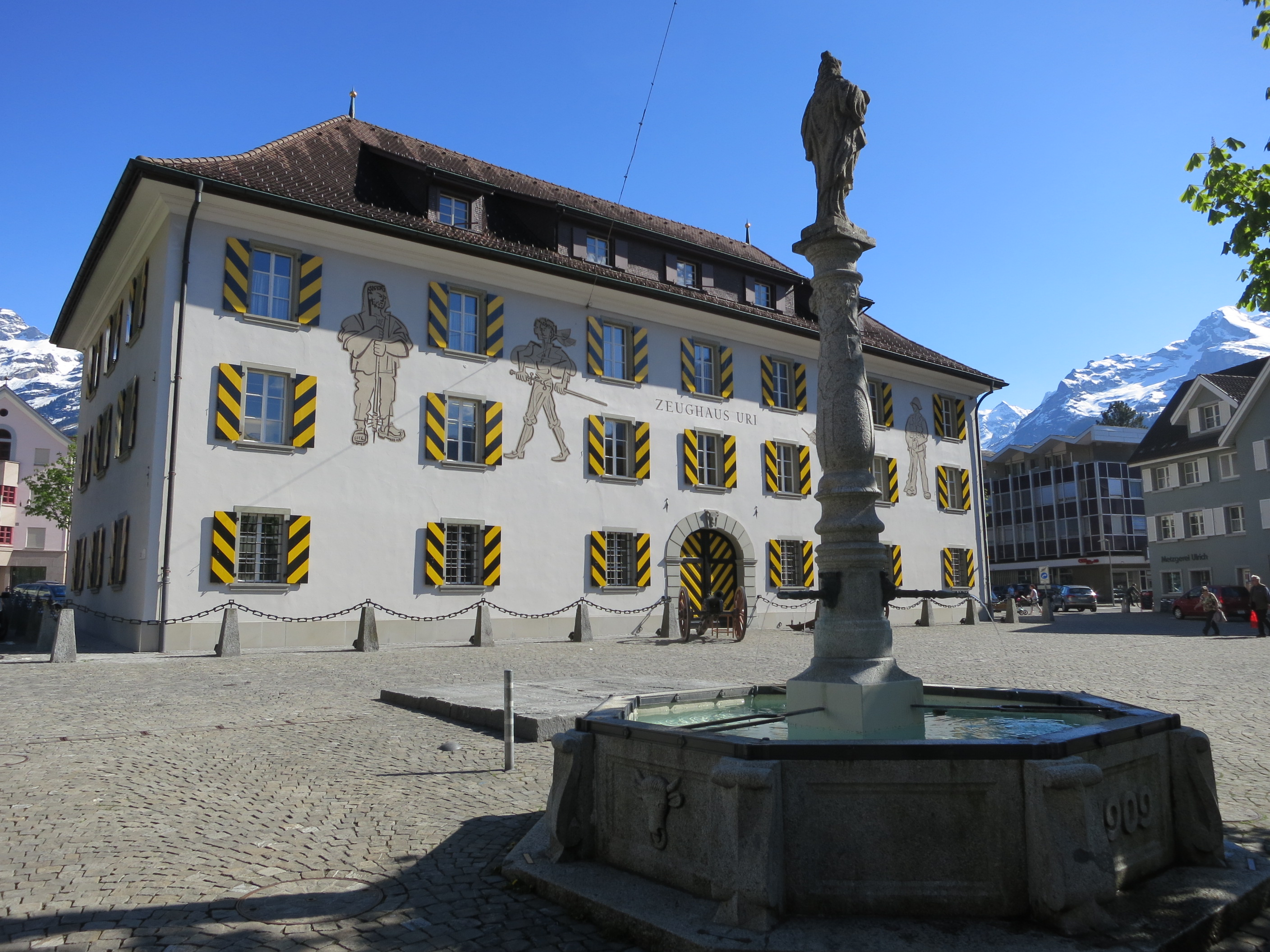
Museu Cantonal d'Antiguitats amb la font Lehn

## Persones destacades
- Franz Vinzenz Schmid (1758–1799), cronista
- Karl Emanuel Müller (1804–1869), constrructor del pont Nydeggbrücke de Berna
- Franz Jauch (1807–1867), jutge federal
- Heinrich Danioth (1896–1953), pintor i poeta
- Alfred Abegg (1905–2002), polític
- Hansheiri Inderkum (* 1947), polític i president (2010–2011)
- Luzia Zberg (* 1970), ciclista
- Simone Zgraggen (* 1975), violinista
- Giuseppe Atzeni (* 1978), ciclista